# Župnija Špitalič (Nadškofija Ljubljana)
Za istoimensko župnijo mariborske nadškofije glej Župnija Špitalič (Nadškofija Maribor).
Župnija Špitalič je rimskokatoliška teritorialna župnija dekanije Kamnik nadškofije Ljubljana.